# 실물 모형

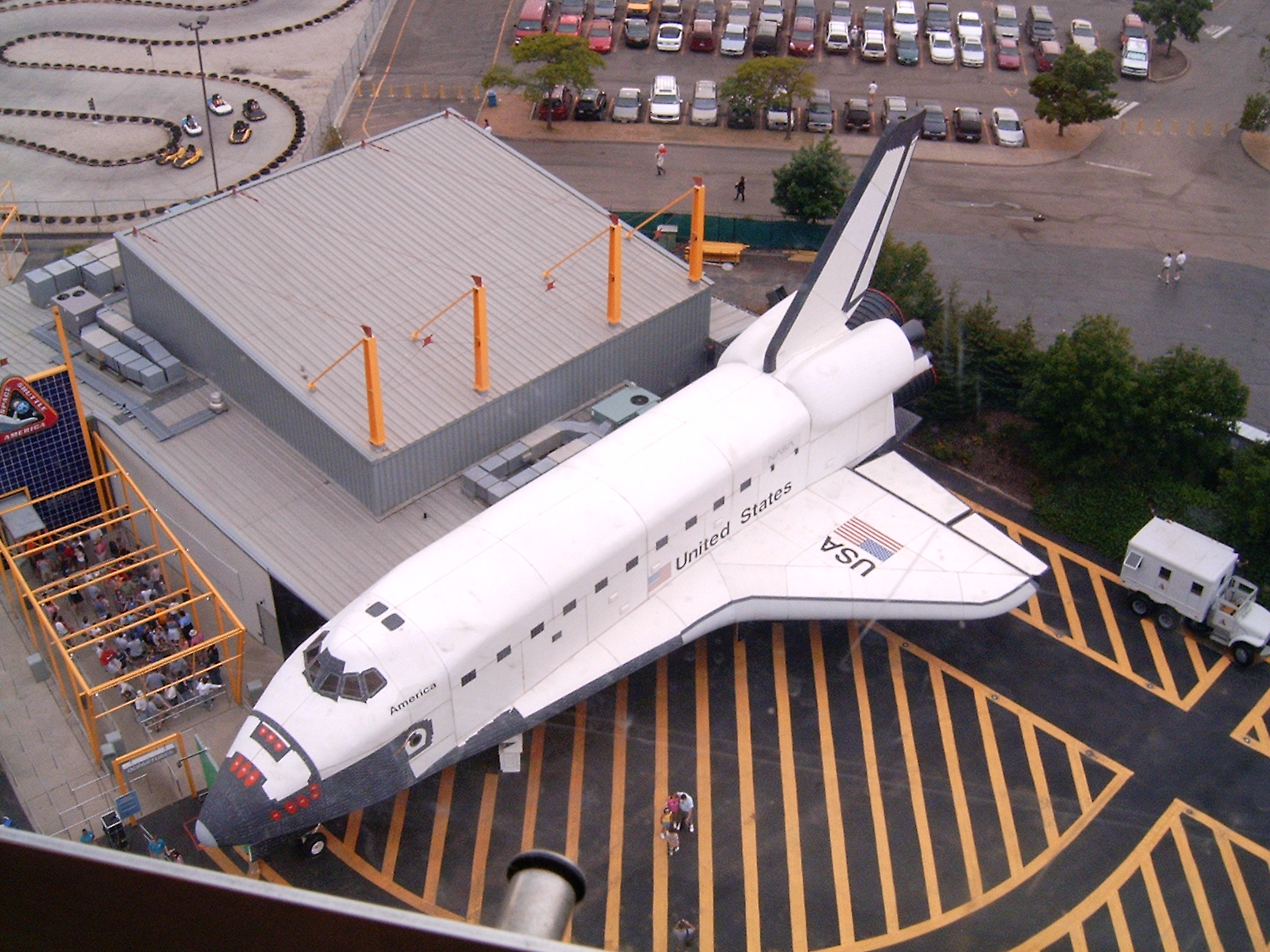
스페이스 셔틀 아메리카 라이드 밖에 위치한 셔틀은 실물모형의 한 예이다.

실물 모형(實物模型) 또는 목업(mockup)은 제조업과 디자인 분야에서 디자인이나 장치의 스케일 모델 또는 풀 사이즈 모델을 가리키며, 교육, 시연, 설계 평가, 프로모션 등의 목적을 위해 사용된다. 적어도 시스템의 기능 중 일부를 제공하고 설계 테스트가 가능할 경우에 목업은 프로토타입으로 부를 수 있다. 목업은 주로 사용자들로부터의 피드백을 습득하기 위해 디자이너들에 의해 사용된다.

## 응용
실물 모형은 실질적으로 새로운 제품이 설계되는 어느 곳에서든 디자인 도구로 사용된다.

## 소프트웨어 공학
소프트웨어 개발에서 가장 흔한 목업의 이용은 소프트웨어나 기반 기능을 빌드할 필요 없이 최종 사용자에게 소프트웨어가 어떻게 보일지를 알려주는 사용자 인터페이스를 만드는 것이다. 소프트웨어 UI 목업은 매우 단순한 손 그림의 화면 레이아웃에서부터 사실적인 비트맵, 소프트웨어 개발 도구로 개발되는 반(半)기능적 사용자 인터페이스에 이르기까지 다양하다.

## 건축
프로젝트 구성을 시작할 즈음에 건축가들은 계약자들에게 검토를 위한 실물 모형을 제공하기도 한다. 디자인 팀이 물질과 색 선택을 검토할 수 있게 하고 제품 주문 전에 수정을 할 수 있게 한다. 건축 실물 모형은 퍼포먼스 테스트(예: 창 설치 시 침투수 방지)에도 사용할 수 있으며 얼마나 세부 설비들이 설치되었는지 하도급 업자들에게 정보를 제공할 수 있다.

## 같이 보기
- 운용 과학